# Ab Vermeulen
Albertus Hendrikus (Ab) Vermeulen (Utrecht, 30 juni 1927 - Haarlem, 24 september 2001) was een Nederlandse beeldhouwer. Als beeldend kunstenaar maakte hij tevens kunstsmeedwerk.

## Leven en werk
Vermeulen werd in 1927 te Utrecht geboren, en studeerde aldaar bij Artibus. Hij werkte van 1986 tot 1996 als kunstsmid en beeldhouwer te Haarlem. Werk van hem werd geplaatst in de openbare ruimte van  diverse plaatsen in Nederland, onder meer in Bloemendaal, Emmeloord, Valkenburg (Zuid-Holland) en Wapenveld. Hij was lid van het Haarlemse genootschap van beeldende kunstenaars Kunst zij ons doel.

## Werk in de publieke ruimte
- Spelende kinderen, dieren, boom en boot - Valkenburg (Zuid-Holland) (1973)
- De padde - Wapenveld (1986)

## Galerij

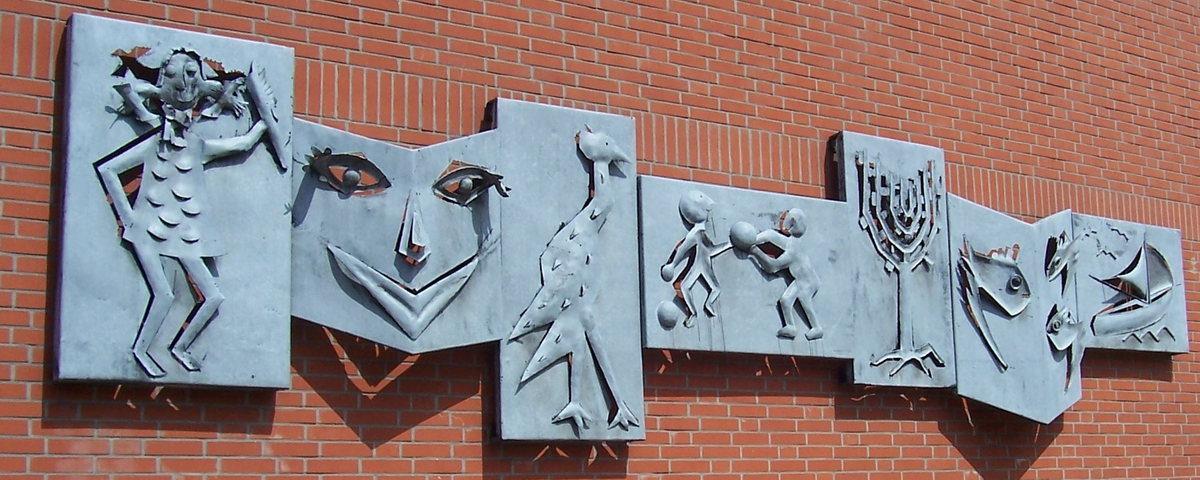
Spelende kinderen, dieren, boom en boot (1973)
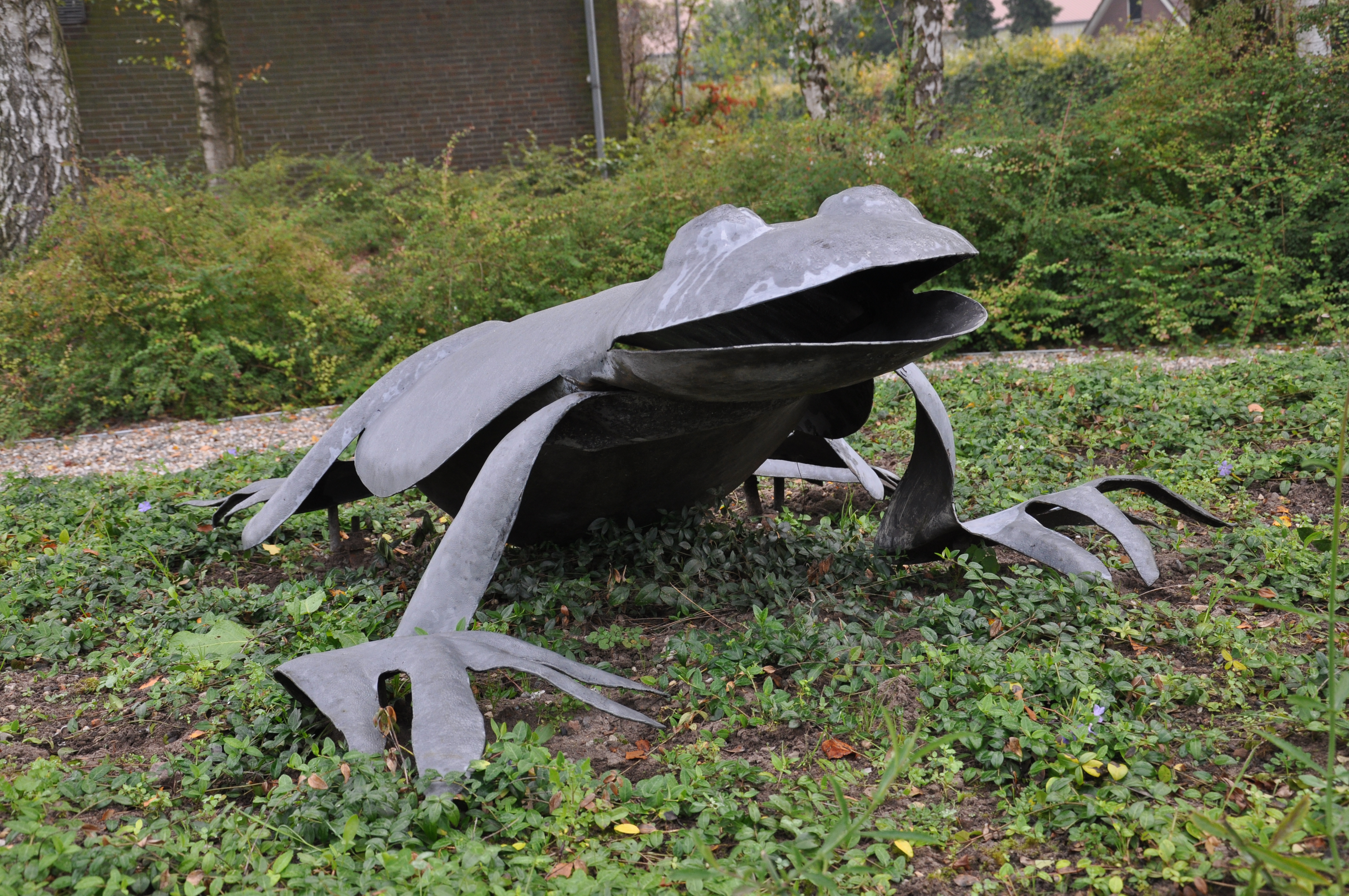
De padde (1986)